# Cubburo

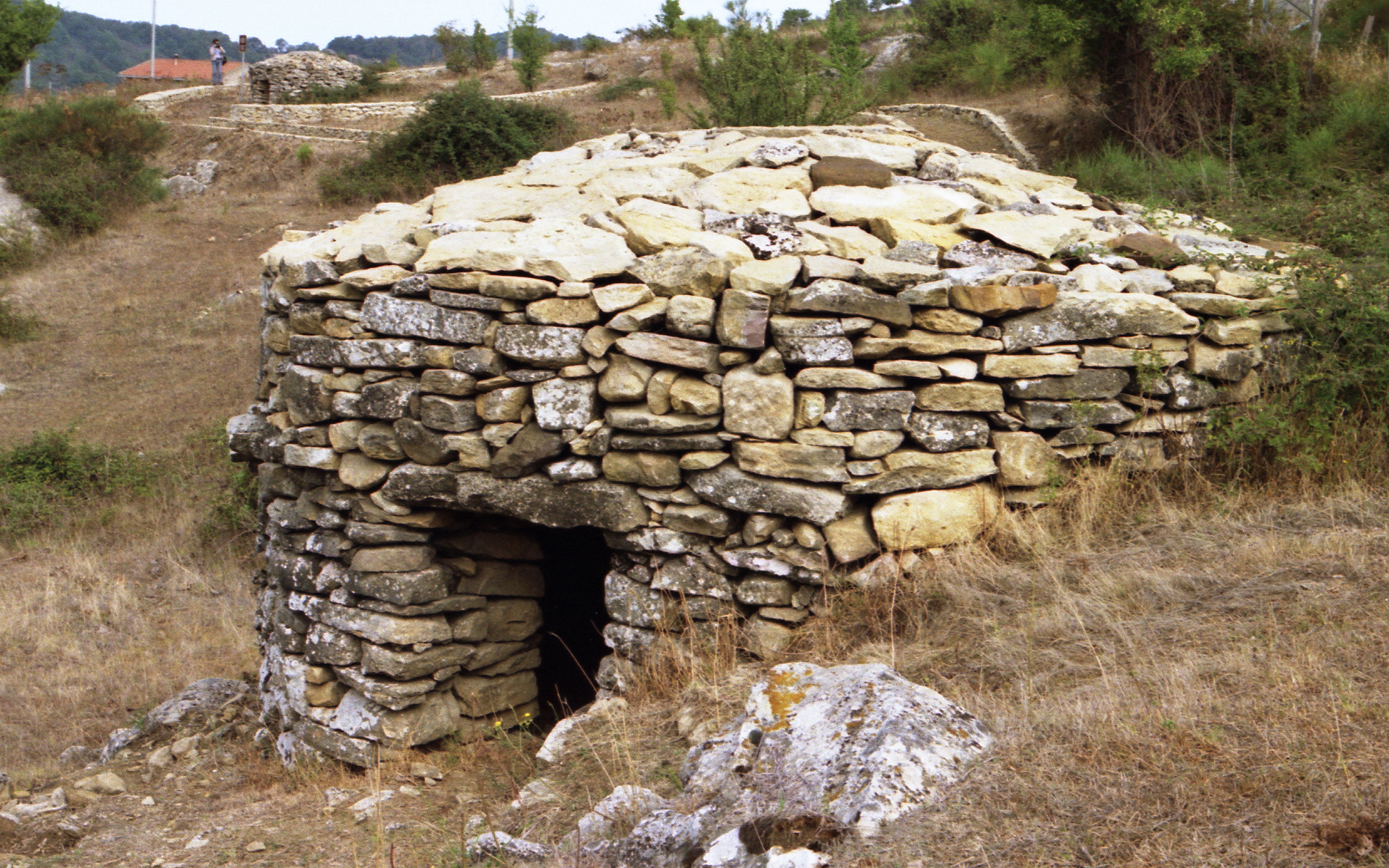
Cubburo bei Raccuja

Cubburo (sizilianisch cuburru) ist die Bezeichnung für einen Gebäudetyp aus Trockenmauerwerk mit Scheingewölbe, die überwiegend im Parco dei Nebrodi auf Sizilien vorkommen. Sie sind in den Gemeinden Floresta, Montalbano Elicona (Mount Castellazzo), Raccuja, Roccella Valdemone, San Piero Patti (Taffuri Bezirk) und Tripura zu finden. Die Cubburi – der Name ist arabischen Ursprungs und bedeutet Schuppen – haben Tholos-, Würfel- oder Kubusform, sind im Grundriss aber zumeist rund.

## Beschreibung
Diese Art von Gebäuden ist dort vorwiegend in den Weidegebieten in einer Höhe von etwa 850 bis 1350 m als Schutzhütten der Hirten an sanften Hängen anzutreffen. Sie sind ohne Mörtel aus in der Umgebung gewonnenem Quarzsandstein aufgebaut und haben einen Durchmesser von bis zu etwa 3,5 m, wovon etwa ein Meter auf die Mauern entfällt.
Im Gegensatz zu ähnlichen tholosförmigen Kraggewölbebauten aus Trockenmauerwerk wie zum Beispiel dem Pagghiaru am Ätna oder dem Trullo in Apulien ist das Scheingewölbe eines Cuburro nicht konisch, sondern halbkugelförmig. Auf der Spitze der Kuppel ruht jeweils ein Abschlussstein.
Von der Basis beginnend, werden die Steine mit leichtem sukzessiv stärker werdendem Gefälle nach außen angeordnet, so dass kein Wasser eindringt. Der Bau endet oben mit einer Pseudokuppel, die eine Kraggewölbeform darstellt, die während der arabischen Herrschaft über Sizilien (827–1091) übernommen worden sei soll. Der Eingang besteht oft aus einem Trilithen. In einigen Fällen ist er niedrig und schmal. Die Strukturen sind von unterschiedlicher Höhe. Die ältesten waren klein, aber im Laufe der Zeit wurden die größeren Cubburi zu Wohnungen ausgebaut. Über die Jahrhunderte veränderte sich Bautechnik zum Teil aber die Struktur blieb ähnlich den ersten soliden Bauten die in der Lage waren Wetter, Feuer oder andere Katastrophen zu überstehen. Sie wurden von der megalithischen Zeit bis in die frühen 20. Jahrhundert gebaut. 
Während der Megalithzeit hat man Bestattungen anstatt in Dolmen in der Vorform der Cubburi vorgenommen. Aufgrund der Probleme bei der baulichen Umsetzung hat man die Toten dann unter Steinhaufen begraben. Später erfolgte der Bau von Tholosgräbern, denn es war leicht die benötigten Materialien zu finden. Darüber hinaus wurden einfache Strukturen gebaut die als Zuflucht verwendet wurden.

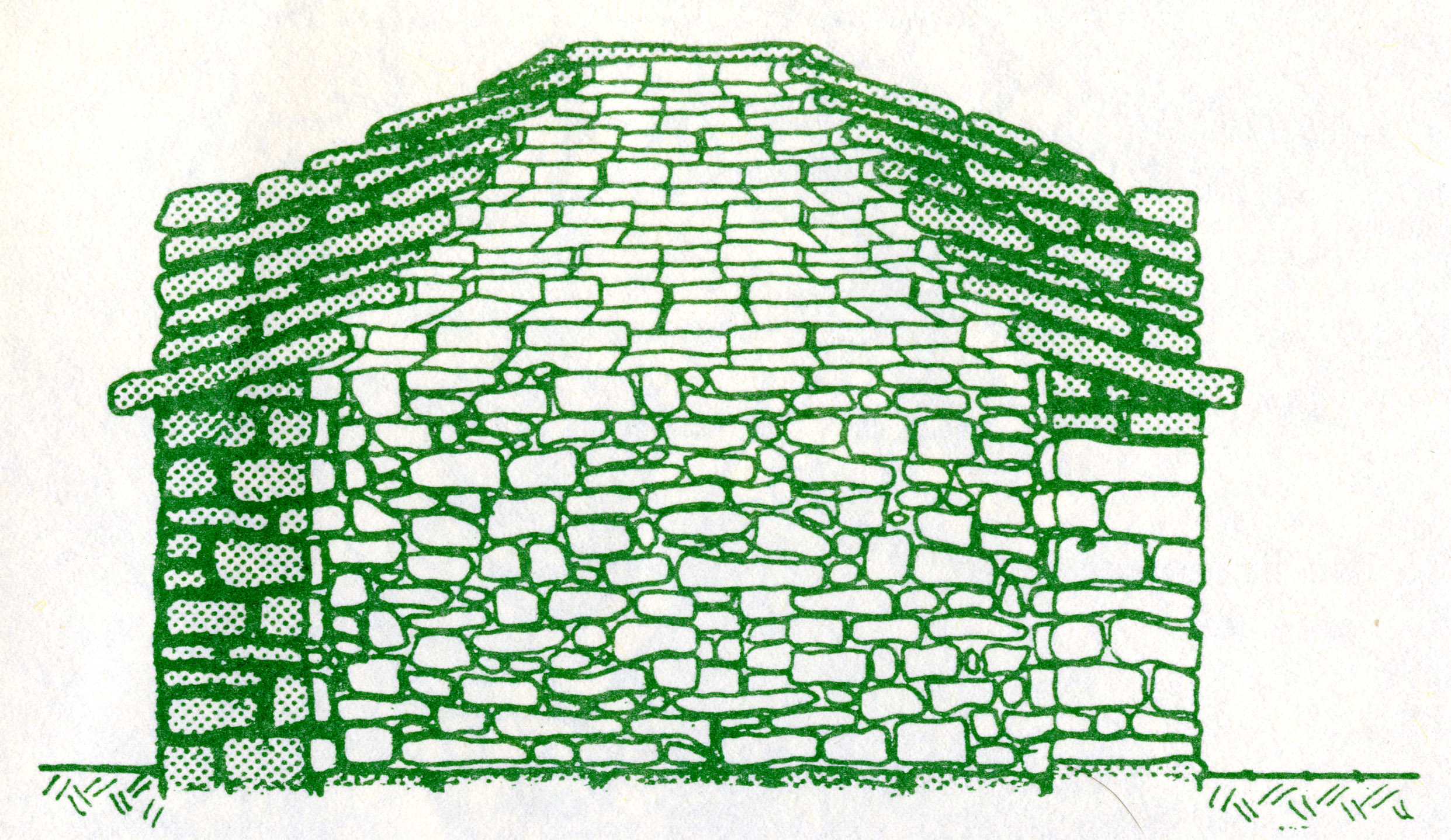
Querschnitt mit Stützmauer (Rinfianco)
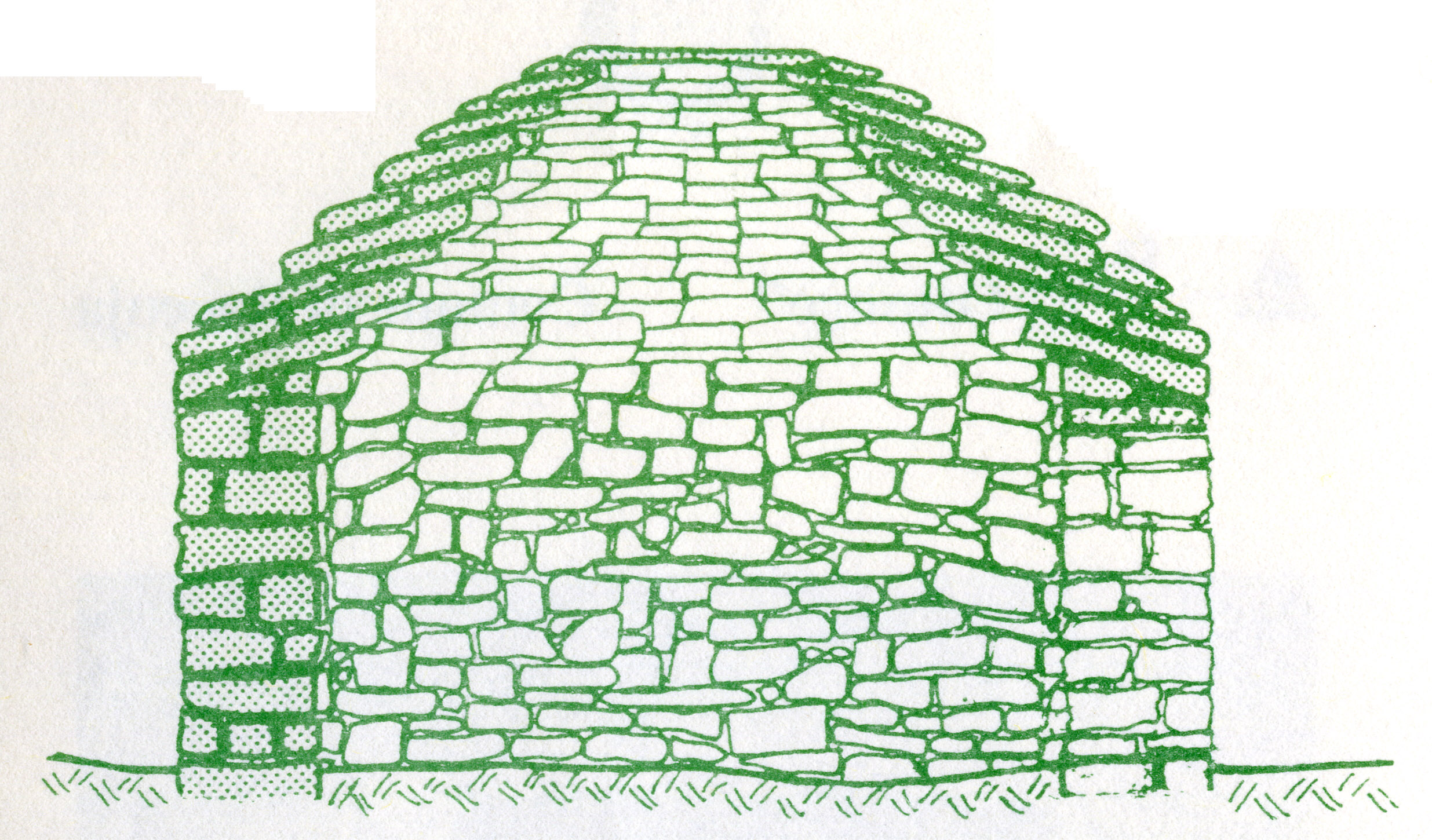
Querschnitt ohne Stützmauer (Rinfianco)
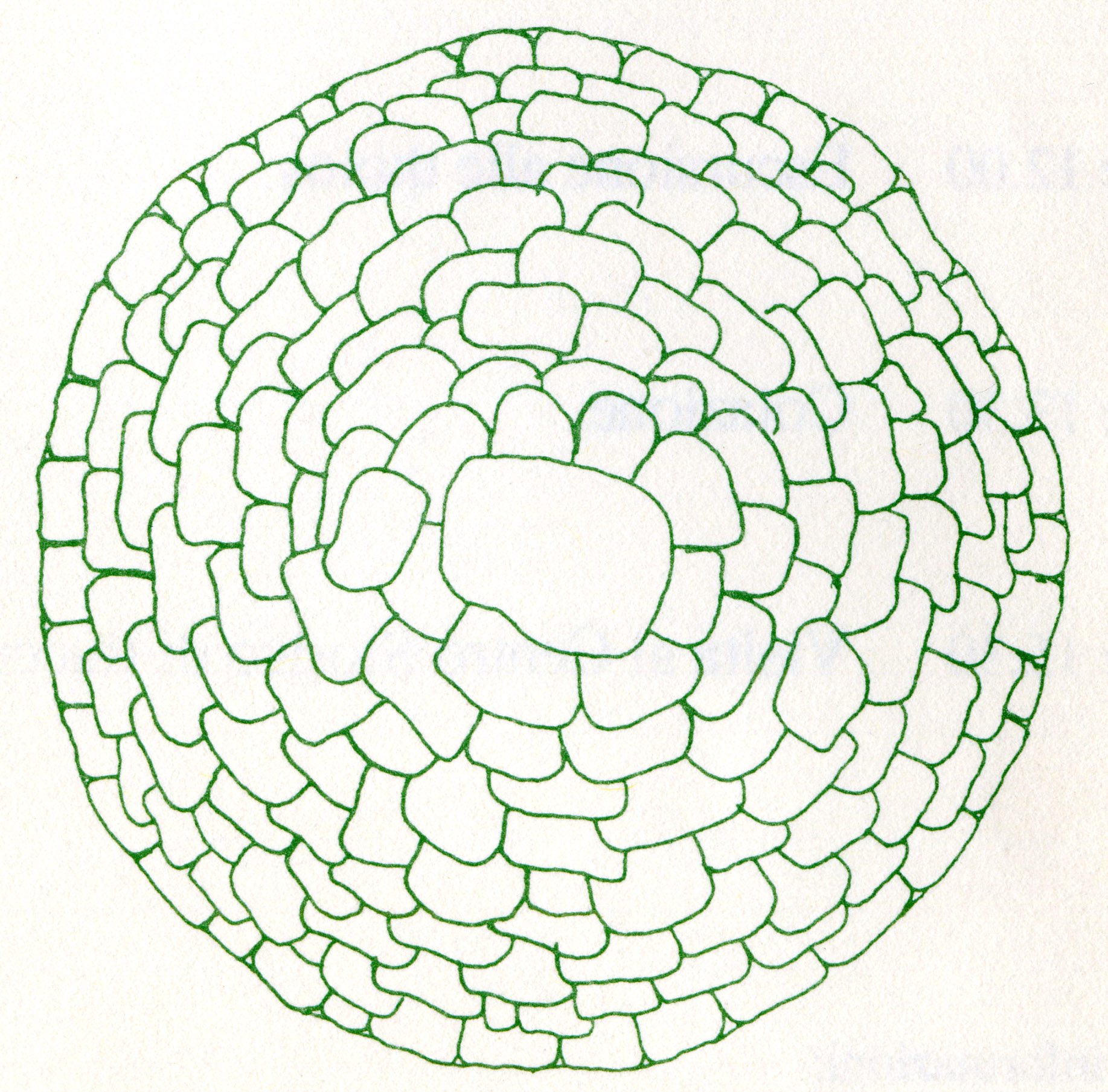
Draufsicht